# Тома Фиданчев
Тома Николов Фиданчев или Тома Фиданчевич (на сръбски: Тома Фиданчевић) е лекар и политик, кмет на Струмица от 1927 до 1931 година и народен представител от Струмишкия срез от 1931 до 1935 година.

## Биография
Тома Фиданчев е роден на 25 март 1896 година в град Струмица, тогава в Османската империя. След Първата световна война, през 1919 година завършва кюстендилската гимназия, след което учи медицина във Виена, Австрия, и завършва в Рощок, Германия.

### В Югославия (до 1941 година)
След като защитава докторат, завръща се в Струмица, тогава вече в Кралството на сърби, хървати и словенци, и започва лекарска практика и се отдава на обществена дейност.

#### Кмет на Струмица (1927 – 1931)
На изборите, проведени през 1927 година, е избран за председател на Струмишката община като кандидат на Народната радикална партия, тогава най-голямата политическа партия в кралството. След установяването на Шестоянуарската диктатура през 1929 година, мандатът му като председател на общината е потвърден и продължава да заема поста.
На проведената през есента на 1929 година Цариградска конференция на ВМРО (обединена) е избран за делегат от Вардарска Македония, но не пристига.
Като председател на Струмишката община, през февруари 1930 година е арестуван заедно с подпредседателя на общината Михаил Ефтимов, втория подпредседател Григор Самарджиев и секретаря на общината Тасо Костов, обвинени в издаване на фалшиви документи. Според една версия за това събитие, предадена от Иван Михайлов, те така „услужвали на ВМРО“. Следващия март в пловдивския вестник „Победа“ има предположение, че Фиданчев е освободен при условие „да говори противъ „македонствующитѣ“. През ноември тази година изнася приветствена реч в Скопие на събитие, организирано от бана на Вардарската бановина Жика Лазич, посещение на „хърватски селяни“, които всъщност са били сърби.

#### Народен представител (1931 – 1935)
С подкрепата на полицията, на изборите, проведени през 1931 година, е избран за народен представител от Струмишкия срез с листата на Югославската национална партия, тогава единствената политическа партия в кралството. В спомените си, публикувани през 1973 година, опитвайки се да покаже какви хора са избрани за народни представители от македонските срезове на тези избори, Иван Михайлов нарича Фиданчев „доказаният ренегат“.
След убийството на югославския крал Александър I Караджорджевич в Марсилия през 1934 година, вечерта на Задушница Фиданчев участва в тайна панихида за атентатора Владо Черноземски от ВМРО, отслужена в дома на Кирил Калкашлиев в Струмица.
На изборите, проведени през 1935 година, отново е кандидат с листата на Югославската национална партия, но полицията подкрепя Йордан Ачимович.
От 1936 година активно подкрепя Югославската радикална общност на министър-председателя на Югославия Милан Стоядинович.

### В България (1941 – 1944)
След инвазията на Югославия през април 1941 година в част от Македония е установена българска власт. Фиданчев остава в Струмица. Няколко месеца след установяването на новата власт той е сред основателите на Струмишката популярна банка. На учредителното събрание на банката, проведено на 17 октомври, той е избран за член на управителния съвет на тази банка. На общото годишно събрание на банката на 23 март 1943 година отново е избран за член на управителния съвет.
По време на българското управление Димитър Гюзелев се опитва да издейства интерниране на съгражданина си Фиданчев защото „беше во полна услуга на србската власт и на секаде трубеше да народът тука е србски“. Той събира публични речи на Фиданчев, които намира във вестници от Кралство Югославия, и пред скопския областен управител Димитър Раев и генерал Васил Бойдев прави „едно изложение за сите предателства на Тома Фиданчев“. Гюзелев успява и Фиданчев е интерниран, но след кратко време е върнат в Струмица и работи като лекар в гимназията. Фиданчев е сред струмишките граждани, които посрещат цар Борис III при посещението му на Струмица. Според Гюзелев Фиданчев е „во блиски врски со воените, Раев при посетуването на Струмица е одил и при него“.

### В Югославия (от 1944 година)
Фиданчев продължава да живее и работи в Струмица и в Югославия след Втората световна война. Референт е в здравния отдел за Струмишкия окръг. От началото на 1946 година е началник на здравната станция в град Струмица и временно изпълняващ длъжността референт в здравния отдел за Струмишката околия. На 27 декември 1948 година е разпитван в полицията и протоколът от този разпит се пази в архива.